# هانا غوردون
هانا غوردون (بالإنجليزية: Hannah Gordon)‏ هي ممثلة بريطانية، ولدت في 9 أبريل 1941 في إدنبرة في المملكة المتحدة.

## وصلات خارجية
- هانا غوردون على موقع IMDb (الإنجليزية)
- هانا غوردون على موقع ميوزك برينز (الإنجليزية)
- هانا غوردون على موقع قاعدة بيانات الفيلم (الإنجليزية)